# بريد بغداد أواخر الحكم العثماني
بريد بغداد أواخر العهد العثماني الخدمة البريدية العامة في بغداد بدأت أواسط القرن التاسع عشر عندما كانت الدولة العثمانية تدير مكاتب للبريد في بغداد والبصرة وكركوك. وان أول خدمة بريدية انطلقت في العراق كانت سنة (1868م)، وهي ليست عثمانية وانما كانت دائرة بريد بريطانية - هندية في بغداد والبصرة، ولكن كانت بموافقة من والي بغداد تقي الدين باشا. 

## مقدمة
عندما يكون الإنسان بحاجة إلى إيصال شيء ثمين كالأموال وبعض السلع أو معرفة ألأخبار التي تزيل قلقه عن أشخاص أو معلومات قد تكون فيها نوع من السرية عن أعمال خاصة به أو بعائلته أو يريد إيصال معلومة عن وقوع خطر أو زواله. ولهذا قام الإنسان باستخدام طرق إتصال متنوعة لإشباع حاجته في إيصال رسائل أو إشارات وإستلام إجاباتها بشكل اسرع، ومن هذه الطرق التي إستخدمها لهذا الغرض، اما كانت باستخدام أشخاص أو حيوانات أو إشارات، فمثلاً قيامه باستخدام الحمام الزاجل في المراسلات، أو إشعال النيران وإعطاء إشارات بالدخان من فوق المنارات أو القلاع كبناءه منارة أم القرون في العراق، أو رمي السهام. كان البريد والنقل من المشاكل التي تؤرق الدول ذات المساحات الشاسعة. أسست الدولة الأموية أقوى نظام بريد عرفه التاريخ الإسلامي، حيث امتدت حدودها من المحيط الأطلسي حتى الأراضي الصينية، وكذلك العباسيون وحتى دولة السلاجقة قد ورثوا هذا النظام، ثم طوره العثمانيون. وكان إمتلاك العثمانيين لنظام بريد ومراسلات سريع ومنظم إلى هذا الحد من العوامل التي أدت إلى إستمرار حكم العثمانيين لمدة ستة قرون في ثلاث قارات مختلفة. حيث كان فرسان التاتر (الططر) يحملون إلى إسطنبول بريد الأوربيين وبريد حكام الولايات من الباشوات.
لقد كان يوجد على الطرق الرئيسية وعلى مسافة مسيرة يوم (تعادل 35 كم) أبنية يطلق عليها نُزل وهو عبارة عن فناء وحوله خان وإسطبل وسوق وحمام ومطعم وما إلى ذلك من الخدمات، ويحيط بكل ذلك سور كبير. ويمكن للمسافرين المكوث في الخانات دون دفع أي مقابل كما يمكنهم إطعام خيولهم، والقيام بالتسوق والاغتسال في الحمام. وفي اليوم التالي يواصلون طريقهم. ويعمل في تلك النزل موظفون تعينهم الدولة وتدفع لهم الرواتب من أجل خدمة المسافرين. مع الوقت تحولت تلك النزل إلى أسواق يبيع فيها أهالي المناطق المجاورة محاصيلهم ومنتجاتهم. بعد ذلك تكونت القرى والأقضية في تلك النزل.

## ططر البوسطة
كان يطلق على ساعي البريد لقب (تتار البوسطة) وتتر أو تاتار: أسرة بغدادية ينسبون أنفسهم إلى بقايا التتر، والناس تحسب اللفظ من (الططر) التركية بمعنى موزع البريد. (وططر البوسطة) يتم اختياره من الأشخاص الشرفاء الموثوقين. ومن المتمتعين بقوام رشيق حتى يمكنه الذهاب والعودة بسرعة. ويقال إنه يتم اختياره في البداية من ذوي الأصول التتارية لذلك سُمي بذلك الاسم. وكان التتار شعب ماهر في ركوب الخيل.كان ساعي البريد (تتار البوسطة) يرتدي ثياباً محتشمة ومريحة في الوقت نفسه، كما كان يأخذ معه معطف من الفرو ليرتديه إذا ساءت الأحوال الجوية واصبحت باردة، كي يحافظ على صحته من تغير الطقس عندما يسافر إلى أماكن عدة طقسها مختلف. وكان يحمل معه أيضاً سلاحا (مسدساً)، وسيفاً ذا حدين، وثيابا، ومناديل، وكيساً به تبغ، وكيساً من النشوق (شمة)، وغيرها من الأشياء التي قد يحتاج إليها في طريقه، أي أنه كان مخزن متنقل.
كان تتار البوسطة يقطعون المسافة من إسطنبول إلى أدرنة في يومين، ومن إسطنبول إلى الشام في (12) يوماً، ومن إسطنبول إلى بغداد التي تبعد عنها (2300) كم في (14) يوماً فقط.
كان من ضمن وظائف تتار البوسطة أيضاً إحضار الأشخاص للمثول أمام المحكمة أو الدوائر الرسمية في الدولة. حتى إنهم كانوا مكلفين أيضاً إحضار رؤوس من تنفذ بحقهم عقوبة الإعدام إلى إسطنبول أو مركز الولاية. وكانت الرؤوس توضع داخل كيس مصنوع من جلد الماعز ومملوء بالعسل.
كان سعاة البريد يتقاضون مرتبات مجزية. كما كانوا يحصلون على «عمولة» تقدر بنسبة مئوية محددة من خطاب خاص أو بوليصة يحملونها. وفي حال فقد شيء مما يحملون يقوم الصندوق التابع لتشكيل سعاة البريد بتعويض قيمة المفقودات. كانت مهنة سعاة البريد شاقة جداً فلم يكونوا يمكثون في بيوتهم إلا أياما قليلة ولا يرون أطفالهم إلا مرات نادرة. وكان معظمهم ذوي شخصيات فريدة. وبسبب كرمهم الزائد لم يكونوا أصحاب ثروات، وبسبب عملهم الشاق جداً كان معظمهم يمرض ويتوفى في سن مبكرة.

## مكاتب البريد
في بداية القرن التاسع عشر بدأ تأسيس مؤسسات البريد الحديثة. وتحولت النُزل إلى مكاتب بريد. وكان البريد ينقل بواسطة العربات وبعد ذلك استخدمت القطارات والسفن. وكان تتار البوسطة يستلمون الطرود البريدية من محطات القطارات أو الموانئ ثم يوصلونها إلى الأماكن المطلوبة.
كان ساعي البريد يخرج لنقل البريد بصحبة سائق وفرسان من الجاندرما للحماية وبغال مخصوصة لحمل الطرود البريدية. وكانت الطرود البريدية توضع داخل حقائب مغلقة جيداً ومغلفة بجلد لا يسرب الماء. ويكون السائق أو الدليل في المقدمة تتبعه الطرود وفي المؤخرة يكون كبير السعاة، الذي ينادي بصوته الجهور (بوسطا) أي وصل البريد؛ ليخبر الناس بوصول البريد. ليقوم الناس بالتجمع أمام النُزل. وكان البريد القادم من الشام ومن البلدان الموجودة في الجنوب ينقل بواسطة إبل الهجن.
يقوم سعاة بريد مدنيون بتوصيل الطرود البريدية التي تصل إلى محطات القطار أو الموانئ أو مراكز المدن وإلى القرى والبلدات البعيدة. وتقوم الدولة بعقد مناقصة وتكليف من يعرض أقل سعر للقيام بهذه الوظيفة. وقد استمر ذلك النظام حتى بعد إعلان الجمهورية. وإذا كانت المسافة بين بلدتين ما بعيدة جداً يقوم سعاة من كلا البلدتين بالالتقاء في مكان ما في منتصف المسافة ويسلم كل منهما الآخر.
كانت هناك مكاتب بريد خاصة بالأجانب أيضاً في الدولة العثمانية. وقد أدت المنافسة معها إلى تطوير مؤسسات البريد الرسمية. وفي الأماكن التي لا يوجد فيها مكاتب بريدية كان تتار البوسطة يقومون بهذا العمل بشكل خاص. وكانوا يتقاضون أجرة إضافية مقابل كل طرد بريدي أو خطاب يحمل طابع بريدي من مستلم البريد. في البداية كان المستلم هو من يدفع أجرة البريد.ولكن في عام (1863م) بدأ استخدام الطوابع البريدية وأصبح مستلم البريد لا يدفع أي أجرة.

## أوصاف ساعي البريد
يقول الأميرال الإنجليزي السير إي. سليد (Sir Edmond John Warre Slade) الذي طاف الأناضول في بدايات القرن التاسع عشر:
كان تتار البوسطة أشخاص يتمتعون بالوسامة والرشاقة. كانوا يمثلون رمزاً للحياة والسعادة والصحة، أثناء خروجهم في الطريق بدءاً من إسكودار. وكانوا يعتنون جيداً بمظهرهم وهندامهم. وكانوا فرسانا يستحقون المشاهدة بمظهرهم الرائع يرتدون قبعات منحنية للأمام قليلاً ويرتدون ثياباً فخمة ويمسكون مسدسات مرصعة بالفضة وعصي مقابضها من الكهريبار (الحجر السليماني). ولكن يجب أيضاً رؤيته حين عودته من رحلته. إذ تتبدل هيئته ويصفر وجهه وتحترق بشرته من الشمس ويكسو التراب شعره ولحيته ويعتريه التعب والإرهاق لدرجة أن أمه التي ولدته لا تستطيع التعرف عليه. ويصبح غير قادر على امتطاء فرسه مرة أخرى إلا بمساعدة الغير من شدة التعب والإرهاق.

## الخانات والرسائل
ان الخدمات البريدية العامة المنظمة في أيام الحكم العثماني وحتى النصف الأول من القرن التاسع عشر تكاد تنعدم في بغداد، بل وفي أنحاء العراق الأخرى، وكان الناس الذين يريدون إرسال مكتوب (رسالة) لهم من بلدة إلى أخرى يذهبون إلى خانات المسافرين ليتعرفوا على شخص فيها يروم السفر إلى البلدة التي يقصدونها فيرجونه إيصال مكتوبهم (رسالتهم) إليها. وقد يكون هناك شخص في بعض المدن معروف بتخصصه لهذا الغرض، فيأتي الناس إليه بمكاتيبهم (رسائلهم) وهو يجمعها عنده إنتظاراً لمسافر يحملها معه قربة إلى الله.
ان أول خدمة بريدية انطلقت في العراق كانت سنة (1868م)، وهي ليست عثمانية وانما كانت دائرة بريد (بريطانية - هندية) في بغداد والبصرة، بموافقة والي بغداد تقي الدين باشا. وبقيت هذه الدوائر تشتغل بانتظام من غير إعتراض رسمي عليها. وكان لهذه الخدمة موزعون وصناديق بريد منصوبة في الشوارع العامة، إضافة إلى ان هناك زوارق تقوم بنقل البريد من مكان لآخر، وان خدماتها شملت المدن الواقعة على الأنهر والعتبات المقدسة مدة من الزمن، واستمر نقل البريد بواسطة الزوارق طيلة عشر سنين. وفي عام (1878م) اشتركت الدولة العثمانية في إتفاقية البريد العالمية التي عقدت في باريس، وكانت البداية التي شرعت الحكومة العثمانية تفتح مكاتب بريد عثمانية في المدن العراقية. وصارت تضع العراقيل بوجه دوائر البريد البريطانية، وقامت بحملة محلية لإيقاف أعمالها في العراق. وقد ازدادت دوائر البريد العثمانية بعد توقيع الدولة العثمانية (اتفاقية البريد العالمية في سنة 1878 م). لقد اهتم مدحت باشا حين تحمله مسؤولية ولاية بغداد سنة (1869م) بالبريد، مدركاً أهمية هذه الخدمات في حياة البلاد العامة، لذلك سعى لربط المدن العراقية بعضها بالبعض الآخر بأسلاك التلغراف وانتظمت عملية نقل البريد في عهده.
وفي هذه السنة صدر نظام البريد العثماني وكانت أول وسيلة انتظمت لنقل البريد هي العربات والقوافل.
وقد اعتمد العثمانيون في بادئ الأمر على الموظفين الأجانب في إدارة شؤون البريد، حتى تم افتتاح مدارس خاصة لتدريب الموظفين العثمانيين وسرعان ما تم الاستغناء عن الأجانب بعد سنة (1876م).

## بريد القنصليات
كانت دوائر البريد العثمانية يسودها التفسخ وعدم التنظيم كغيرها من الدوائر الحكومية الأخرى، وكان العاملون فيها لايتقاضون اجورهم لعدة أشهر مما يضطرون إلى أخذ الرشوة من اجل العيش. حتى الناس تحولوا بارسال رسائلهم عن طريق القناصل بدلاً من البريد الحكومي. فكان أهل بغداد يذهبون إلى القنصلية ليشتري منها طابعاً بريدياً ليلصقه على الظرف، ثم يسلمه إلى موظف في القنصلية مسؤول عن إستلام وإرسال الرسائل.وان مكاتب البريد الأجنبية كانت منتشرة في أغلب الموانيء والمدن العثمانية.وكانت الرسائل مأمونة لايستطيع أحد من الإطلاع على مافيها من أموال وأسرار. وفي عام (1894م) اكتشفت إحدى السفارات الأجنبية في إسطنبول خيانة بين عمال بريدها وكانوا عثمانيين حيث سلموا رسائل بعض من رجال المعارضة إلى المابين لقاء مبلغ معين من المال عن كل رسالة، فقامت السفارة باصدار أمر بان لا يستخدم في بريدها أي عامل عثماني.

## البريد في بغداد أواخر الحكم العثماني
كما ذكرنا آنفاً فقد بقي البريد بين مدينة بغداد والعاصمة إسطنبول، يعتمد على رجال من التتارية في نقله، كما استخدمت حكومة الإيالة الخيول في نقل البريد من مدينة بغداد إلى العاصمة إسطنبول، حيث اعتمدت بشكل كبير على رجال من قبيلة عنزة، يتقنون ركوب الخيل، في نقل البريد إلى العاصمة إسطنبول. وكان هذا البريد يغادر مدينة بغداد كل يوم اثنين، ويمر بمدن الموصل وديار بكر حتى يصل إلى العاصمة إسطنبول.
وكانت البصرة تمثل أهم مراكز نقل البريد في إيالة بغداد، حيث كان يصل إليها بريد الحكومة البريطانية من الهند، والذي يراد نقله إلى العاصمة استانبول مروراً بمدينة بغداد. أو الذي يراد نقله إلى بريطانيا عن طريق إيالتي حلب وبيروت.
وفي أواخر ستينيات القرن التاسع عشر، سعت الدولة العثمانية إلى عقد معاهدة مع بريطانيا، نصت على نقل بريد الحكومة العثمانية في إيالة بغداد وموظفيها على متن البواخر البريطانية العاملة في نهر دجلة، كما تم الإتفاق على أن يكون نقل ذلك البريد مجاناً، بشرط أن يختم الغلاف الرسمي بختم الدائرة المرسلة، وأن لا تحتوي تلك الرسائل على خطابات خاصة.
ان دوائر البريد العثمانية أصبح وضعها أفضل في العهد الدستوري قياساً بالسنوات السابقة، حيث سادها شيء من النظام . ففي بغداد كان صاحب البريد يدخل من باب المعظم وهو راكب على جواده وبيده سوط يلوِّح به في الهواء، وأمامه عدد من الخيل راكضة تحمل ظهورها حقائب معبئة بالبريد، وصاحب البريد يصيح باللغة التركية وباعلى صوته (بوسته كلدي) بمعنى البريد وصل. فيهرع الناس متجهين إلى مكتب دائرة البريد الواقعة في محلة الميدان فيتجمعون في ساحتها، وهناك يقف مأمور البريد فيقرأ على الناس الأسماء المكتوبة على غلاف الرسالة فيتسلمها من كان حاضراً منهم، أما الرسائل التي بقيت معه ولم يحضر أصحابها فيذهب بها إليهم كل حسب العنوان المدوَّن عليها سواء أكان عنوان دار أو متجر أو لوكندة (فندق) ويأخذ منهم مبلغ عشر (پارات) عن كل رسالة بمثابة (بخشيش). وقد ساعد على سرعة وصول الرسائل هو الإتصال عبر خطوط التلغراف التي دخلت العراق، ففي صيف (1861م) تحقق الإتصال بالتلغراف عن طريق البر بين إسطنبول وبغداد، ثم بعدها ربط خط بغداد بالخليج. والتيلغراف من اللاتينية بمعنى الكتابة عن بُعد،(Telose) بمعنى بُعد، و (Grafo) أي كتب. وكان البغداديون يسمون البرقية (تلغراف) ودوائر التلغراف يقال لها (التيلخانة). وفي سنة (1890م) كانت دائرة البريد والبرق لولاية الموصل تتكون من الناظر وثلاثة من المخابرين، فضلاً عن موزع للبريد وموظفين اثنين أحدهما مسؤول عن المخابرات باللغة الفرنسية والأخر يعمل كاتباً.
وبعد سنة (1900م) ألغيت وظيفة السعاة (التتار) وأصبح البريد ينقل بواسطة السكك الحديد، وسرعان ما انتشرت المكاتب البريدية في معظم المدن العثمانية ومنها مدن العراق.وكانت هذه المكاتب منذ سنة (1870م) مرتبطة بالإدارة العامة للتلغراف والبريد التابعة لنظارة الداخلية . وقد ارتبطت كل دوائر البريد والتلغراف المنتشرة في الولايات العراقية الأخرى بإدارة البريد ببغداد كانت دائرة البريد والبرق في ولاية بغداد تتألف من ناظر (مدیر) مع عدد من المخابرین والكتاب .

## آخر سالنامة بوستة
أصدرت الدولة العثمانية كتباً وتقارير سنوية خاصة للبريد (سالنامت) باسم (سالنامة بوستة) أي سالنامة البريد تضمنت معلومات إحصائية عن المكاتب والشعب البريدية المنتشرة في الدولة العثمانية. كما حوت هذه السالنامات نصوص القوانين والتعليمات البريدية .وقد تولت نظارة البريد والبرق والهاتف العثمانية مهمة إصدار هذه السالنامات .وقد صدرت آخر سالنامة للبريد في الدولة العثمانية سنة (1915م). كما تضمنت السالنامات التي أصدرتها سلطات الولايات كذلك على معلومات مهمة عن الهيكل الإداري لدائرة البريد والبرق في الولاية . فعلى سبيل المثال أشارت سالنامات البصرة لسنة (1892م) إلى أن البريد كان ينقل من البصرة إلى القرنة فالعمارة والكوت انتهاء ببغداد . وفي داخل لواءي البصرة والمنتفق كان البريد ينقل بواسطة الضبطية (الشرطة). أما البريد الذي يتوجه من البصرة إلى بغداد فكان يسير نهراً بواسطة السفن التجارية وينقل برید نجد على الإبل .